# Liga Nacional de Fútbol No Aficionado
La Liga Nacional de Fútbol No Aficionado o Linfuna fue una asociación de fútbol reconocida por la FIFA que, hasta 1995, compitió con la Anaprof (hoy Liga Panameña de Fútbol). El 6 de enero de 1996 se unificaron ambas ligas.

## Historia
El 5 de agosto de 1993 cuando la Asociación Nacional Pro Fútbol fue desconocida internacionalmente por la Federación de Fútbol de Panamá, el sexto torneo de la Anaprof inició sin el reconocimiento de la federación respectiva. De esta forma nació Liga Nacional de Fútbol No Aficionado como liga alterna a la Anaprof. Linfuna en ese entonces se encontraba reconocida por al FIFA, pero no gozaba de mucho aprecio entre la fanaticada. Por su parte Anaprof tenía un poco más de apoyo del público y disfrutaba también con el aval del INDE (Instituto Nacional de Deportes). Uno de los equipos más importantes de la actual Liga Panameña de Fútbol, el CD Árabe Unido de Colón surgió de la ya fenecida Linfuna.
El domingo 4 de diciembre de 1994, Projusa y el Deportivo Árabe Unido jugaron la final del primer Campeonato Linfuna, y ganaron los colonenses 1-0. El técnico de los veragüenses fue el uruguayo Miguel Ángel Mansilla.

En 1996, la Asociación Nacional Pro-Fútbol (ANAPROF) y la Liga Nacional de Fútbol No Aficionado (LINFUNA), decidieron unificarse al darse la formación de una Comisión Provisional en la Federación Panameña de Fútbol, que resolvió unificar a la Asociación Nacional de Fútbol de Panamá (ANAFUTP), reconocido por FIFA y la Federación Nacional de Fútbol de Panamá (FENAFUP), entonces reconocido por el estatal Instituto Nacional de Deportes (hoy PANDEPORTES). La Anaprof, había logrado entonces la temporada más exitosa de su historia (1995-96), mientras que Linfuna no logró el éxito económico esperado y sus equipos, que podían participar en los torneos internacionales, tuvo resultados desastrosos dado que no contaba con los estadios de la estatal deportiva, por lo que al final, sus equipos decidieron unificarse con Anaprof, fortaleciendo a esta.

## Campeones de la Linfuna
| Temporada | Campeón        | Subcampeón |
| --------- | -------------- | ---------- |
| 1994      | CD Árabe Unido | Cosmos FC  |
| 1995      | CD Árabe Unido | Projusa    |